# Chris Browning
Chris Browning (Reno (Nevada), 8 maart 1964) is een Amerikaans acteur.

## Biografie
Browning studeerde aan de American Academy of Dramatic Arts in Los Angeles waar hij het schrijven van scenario's leerde.
Browning begon in 1991 met acteren in de televisieserie Silk Stalkings, waarna hij nog meerdere rollen speelde in televisieseries en films.
Browning is getrouwd waaruit hij een dochter (2009) heeft, en woont met zijn gezin in Taos (New Mexico).

## Filmografie

### Films
Uitgezonderd korte films.
- 2023 Angel Baby - als Frank Scathrowe
- 2023 Outlaw Johnny Black - als Brett Clayton
- 2023 Invitation to a Murder - als onald Walker
- 2021 Escape from Area 51 - als Sklarr
- 2021 Agnes - als pastoor Black
- 2021 Why? - als Jack
- 2021 Take Back - als Jerry Walker
- 2020 The Unhealer - als Gus
- 2019 Greenlight - als Bob Moseby
- 2019 Angel Has Fallen - als militieman
- 2019 Only Mine - als chief Dodd
- 2018 Donnybrook - als McGill
- 2017 Searchers - als Malcolm
- 2017 Bright - als Serling
- 2017 Last Rampage: The Escape of Gary Tison - als Randy Greenawalt
- 2017 Shot Caller - als Redwood / Toby Simms
- 2015 Lift Me Up - als Larry
- 2015 Operation: Neighborhood Watch! - als dr. Vargas
- 2014 Wild Card - als Tiel
- 2014 Hidden in the Woods - als Jed James
- 2014 Mercy - als Frank
- 2014 Road to Paloma - als Schaeffer
- 2013 Now You See Me - als man in telefooncel
- 2013 The Last Stand - als Pony Tail
- 2012 The Philly Kid - als Marks
- 2011 Cowboys & Aliens - als Jed Parker
- 2010 Let Me In - als Jack
- 2010 Passion Play - als Cecil
- 2010 Beneath the Dark - als Frank
- 2010 Friendship! - als Jonathan
- 2010 The Book of Eli - als leider van de kapers
- 2009 Dark Country - als vreemdeling
- 2009 Terminator Salvation - als Morrison
- 2008 Shoot First and Pray You Live (Because Luck Has Nothing to Do with It) - als Garry Patterson
- 2008 Linewatch - als Spencer
- 2008 Beer for My Horses - als hulpsheriff Stippins
- 2008 Felon - als Danny Samson
- 2008 Tennessee - als uitsmijter
- 2007 In the Valley of Elah - als barkeeper van de Checker Box
- 2007 10 to Yuma - als Crawley
- 1998 A Place Called Truth - als Kyle
- 1996 The Children of Captain Grant - als ??

### Televisieseries
Uitgezonderd eenmalige gastrollen.
- 2022-2023 The Lincoln Lawyer - als Teddy Vogul - 6 afl.
- 2022-2023 National Treasure: Edge of History - als Matty - 2 afl.
- 2021 Dark Woods - als dr. Elliot - 2 afl.
- 2014-2019 The 100 - als Jake Griffin - 4 afl.
- 2019 Bosch - als Preston Borders - 7 afl.
- 2016 Continent 7: Antarc - als verteller - 6 afl.
- 2016 Westworld - als Holden - 2 afl.
- 2016 Agent Carter - als Rufus - 3 afl.
- 2015 From Dusk Till Dawn: The Series - als Nathan Blanchard - 3 afl.
- 2014 Graceland - als Billy - 2 afl.
- 2013 The Bridge - als Jack Childress - 2 afl.
- 2012 Sons of Anarchy - als Gogo - 7 afl.
- 2008-2009 Easy Money - als rechercheur Yapp - 6 afl.
- 1999-2000 As the World Turns - als David Allen - 8 afl.
- 1995-1996 In the House - als Clayton - 7 afl.
- 1994 Hardball - als Lloyd LaCombe - 9 afl.